# Humerobates flechtmanni
Humerobates flechtmanni är en kvalsterart som beskrevs av C. och C., jr. Pérez-Íñigo 1993. Humerobates flechtmanni ingår i släktet Humerobates och familjen Humerobatidae. Inga underarter finns listade i Catalogue of Life.